# 2024年8月中國大陸

## 8月20日
《黑神话：悟空》于Windows（Steam、Epic Games、WeGame）及PlayStation 5平台开服。

## 8月25日
- 河北省容城县“男孩骑行遭碾压身亡”案中的司机因涉嫌过失致人死亡罪被批准逮捕，[2]代理律师称将作无罪辩护。[3]

## 8月27日
- “铁头”董光明等人因涉嫌敲诈勒索罪被杭州市公安局滨江区分局采取刑事强制措施。[4]
- 河北廊坊通报男子献血8次不能优先用血事件，对相关责任人进行了处分。[5]